# بيني غولدبرغ
بيني غولدبرغ (بالإنجليزية: Benny Goldberg)‏ (25 ديسمبر 1918 بوارسو في بولندا - 10 سبتمبر 2001 بلوس أنجلوس في الولايات المتحدة) هو ملاكم أمريكي.

## إحصائيات
خاض خلال مسيرته 43 نزالا، فاز في 38 وتعادل في 1 وخسر في 4. فاز بالضربة القاضية في 11 نزالا.

## روابط خارجية
- بيني غولدبرغ على موقع IMDb (الإنجليزية)
- بيني غولدبرغ على موقع قاعدة بيانات الفيلم (الإنجليزية)